# Harutiun Jangülian
Harutiun Jangülian (armenisch Յարութիւն Ճանկիւլեան; * 1855 in Van; † 15. Juni 1915 bei Siverek) war ein armenischer politischer Aktivist und Mitglied der Armenischen Nationalversammlung. Er war vor allem bekannt für seinen Einsatz für die Kumkapı-Demonstration. Er verbrachte sechs Jahre im Gefängnis. Nach seiner Freilassung setzte er seine politische Tätigkeit fort und kehrte nach Istanbul zurück. Während des Völkermords an den Armeniern wurde Jangülian am 24. April 1915 festgenommen, deportiert und schließlich hingerichtet.

## Frühe Jahre
Harutiun Jangülian wurde 1855 als Sohn einer armenischen Familie in der osmanischen Stadt Van geboren. Van wurde in dieser Zeit als ein Zentrum der neu aufkeimenden armenischen Freiheitsbewegung betrachtet. Dort trat er der Huntschak-Partei bei und 1884 zog Jangülian nach Istanbul. In Istanbul schloss sich Jangülian dem politischen Aktivisten Hampartsum Boyadjian an, ebenfalls von der Huntschak-Partei. Zusammen wurden die beiden die Hauptorganisierer der Kumkapı-Proteste.

### Kumkapı-Demonstration
Gegen Ende des 19. Jahrhunderts begannen armenische Revolutionsbünde, für Reformen und eine erneuerte europäische Aufmerksamkeit gegenüber der Armenierfrage zu werben. Die Huntschak-Partei veranstaltete Massendemonstrationen, um den Prozess zu beschleunigen.
Die Kumkapı-Demonstration fand am 27. Juli 1890 im Istanbuler Bezirk Kumkapı statt, wo sich auch das Patriarchat befand. Jangülian unterbrach die Messe, trat an den Altar, verlas eine Erklärung über die schlechte Behandlung der Armenier und prangerte die Gleichgültigkeit der Kirchenführung an. Jangülian zog einen Revolver und richtete ihn auf den Patriarchen. Er zwang ihn, mitzukommen. Draußen warfen armenische Demonstranten Fenster ein. Der Patriarch willigte zum Schein ein zum Yıldız-Palast zu gehen, um eine Petition zu überreichen, suchte aber Unterschlupf in einem Laden, sobald sich eine Gelegenheit bot. Der Patriarch stellte sich schließlich unter den Schutz der eingetroffenen Soldaten, als Schüsse fielen. Ein Gendarm und ein Soldat starben. Jangülian wurde vor Gericht gestellt und zum Tode verurteilt. Allerdings wurde dieses Urteil durch den Sultan Abdülhamid II. in eine lebenslange Haftstrafe im Exil umgewandelt. Jangülian wurde nach Akka in Palästina exiliert, wo er im Gefängnis Akkon auf der Festung gefangengehalten wurde. Er verblieb dort, bis er 1896 begnadigt und freigelassen wurde. Allerdings behaupten manche Quellen, dass er flüchtete.

### Leben nach der Freilassung
Von Akka aus ging Jangülian nach Zypern, wo er darauf drängte, die Sozialdemokratische Huntschak-Partei wiederzuvereinigen, die wegen Streitigkeiten gespalten war.
Von Zypern aus zog Jangülian nach Kairo, wo er Herausgeber der örtlichen armenischen Zeitung Timagavor wurde. Danach zog er nach Europa, wo er danach strebte, die verschiedenen armenischen politischen Parteien zu vereinigen. Nach der Jungtürkischen Revolution 1908 kehrte er nach Istanbul zurück, wo er in der Huntschak-Partei aktiv blieb. In dieser Zeit wurde er zum Abgeordneten in der Versammlung der armenischen Millet gewählt, wo er den Bezirk Gedikpaşa repräsentierte.
1913 veröffentlichte er in vier Bänden seine Memoiren über die armenischen Revolutionäre und ihrer Aktivitäten mit dem armenischen Titel Հիշատակներ հայկական ճգնաժամեն (Erinnerungen an die Armenierkrise).

## Hinrichtung
Harutiun Jangülian war einer der ersten festgenommenen armenischen Intellektuellen. Am „Roten Sonntag“, dem 24. April 1915, wurde er inhaftiert und per Zug nach Ayaş gesandt, einer Ortschaft in den Innenprovinzen des Osmanischen Reiches, wo er zusammen mit anderen armenischen Führungspersönlichkeiten inhaftiert wurde. Am 2. Juni wurde Jangülian zusammen mit Rupen Zartarian, Sarkis Minassian, Chatschatur Malumian und Nazaret Daghavarian nach Diyarbakır verlegt. Angeblich sollten sie einem Militärgerichtsverfahren in Diyarbakır unterzogen werden; allerdings wurde Jangülian zusammen mit dem Rest auf der Strecke im Gebiet von Karacur zwischen Urfa und Siverek hingerichtet. Der Befehl zur Hinrichtung wurde von Kapitän Şevket an Haci Onbaşı gegeben, einem Mitglied der Besonderen Organisation.